# Hostal dels Reis Catòlics

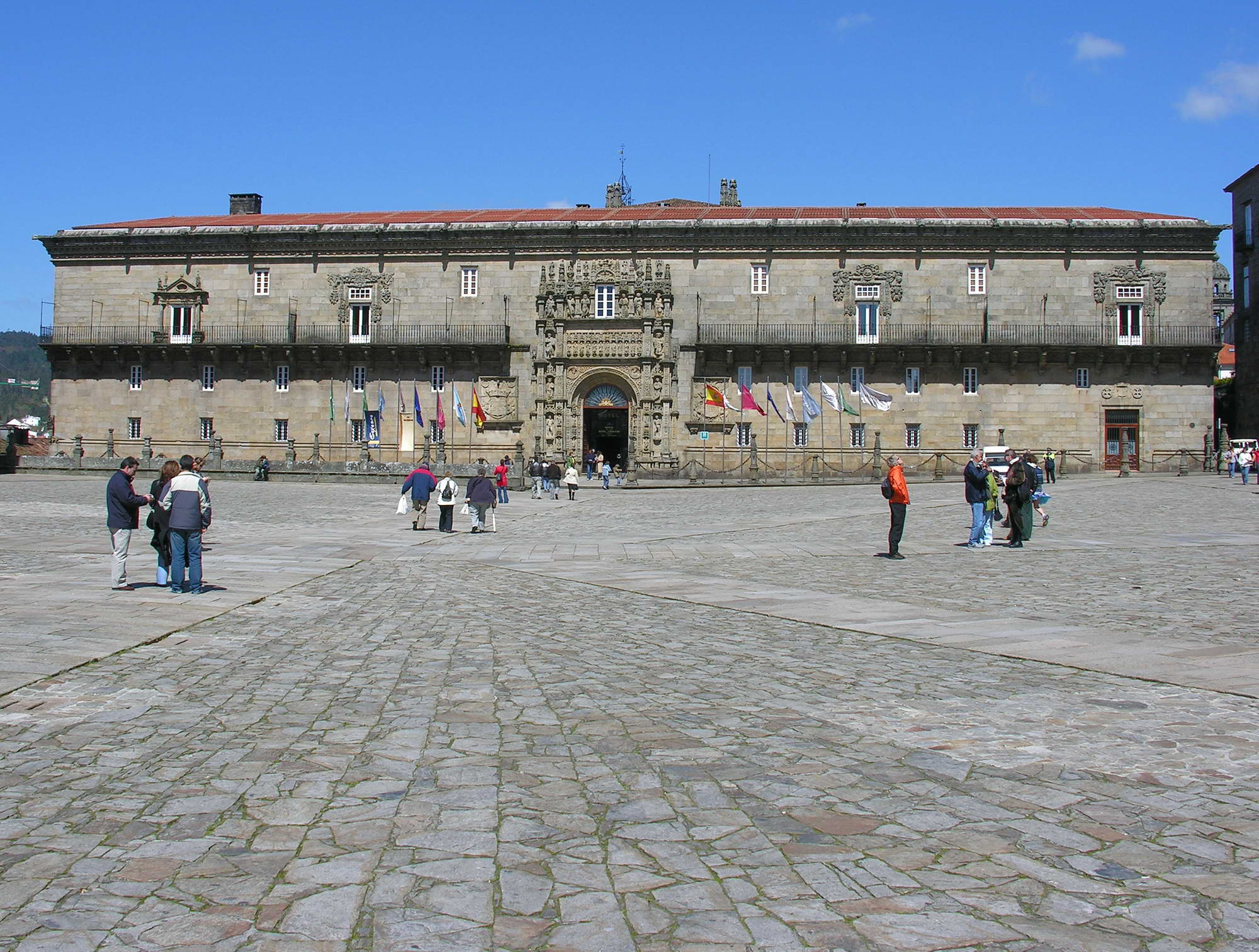
Hostal dels Reis Catòlics

L'Hostal dels Reis Catòlics (en gallec: Hostal dos Reis Católicos) és un edifici situat a la Praza do Obradoiro de Santiago de Compostel·la, que alberga el parador de turisme de la ciutat.
Va ser construït amb motiu de la visita realitzada pels Reis Catòlics a Santiago de Compostel·la el 1486 i va ser destinat a hospital, per atendre als pelegrins que per l'època recorrien el camí de Sant Jaume. Amb el temps, els Reis Catòlics van ordenar la construcció d'una gran hostatgeria amb l'ajut de les rendes rebudes en la victòria de Granada. Els papes van oferir indulgències als qui hi cooperessin. Les obres van durar 10 anys.

## Característiques
És d'estil renaixentista plateresc. A la façana s'hi representa d'esquerra de baix a dalt: Adam, santa Caterina i sant Joan Baptista; i de dreta de baix a dalt: Eva, santa Llúcia i santa Magdalena. Fris: Els 12 apòstols. En els carcanyols: medallons d'Isabel i Ferran. A l'esquerra de la finestra central: Jesucrist, sant Jaume i sant Pere. A la dreta de la finestra central: Verge amb el Nen, sant Joan i sant Pau. Als pinacles de dalt: 6 àngels amb instruments musicals. Dos grans escuts flanquegen la portada, amb les armes de Castella i als seus flancs, la creu en un cercle que és l'emblema de l'orde de l'Hospital. Rica cornisa de pedra amb diferents labors. En l'interior pot visitar-se l'església que té una important reixa d'entrada. L'envolten dos patis renaixentistes i dos de barrocs.